# Camille de Neufville de Villeroy

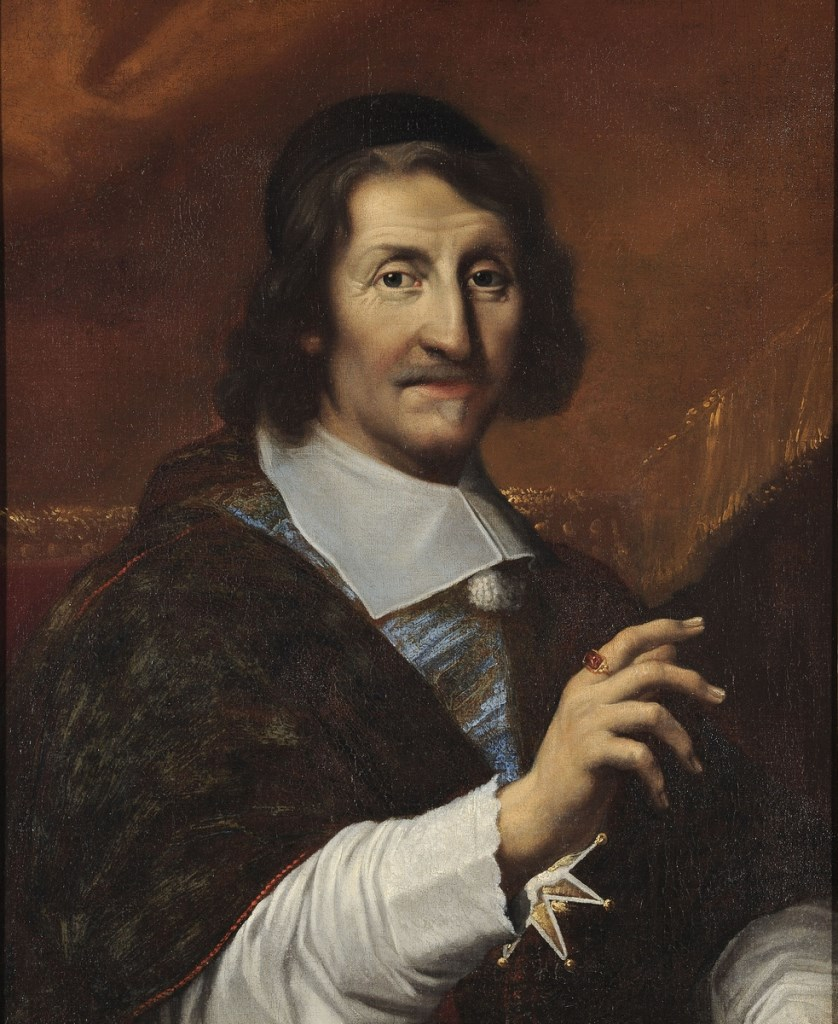
Aartsbisschop Camille de Neufville de Villeroy rond 1670

Camille de Neufville de Villeroy (Rome, 22 augustus 1606 - Lyon, 3 juni 1693) was een Frans katholiek geestelijke, die van 1654 tot zijn dood aartsbisschop van Lyon was.

## Levensloop
Zijn vader was Charles de Neufville, markies van Alincourt en Villeroy, gouverneur van Lyon en de provincies Lyonnais, Forez en Beaujolais. Zijn moeder was Jacqueline de Harlay. Camille werd geboren in Rome terwijl zijn vader daar ambassadeur was. Hij was voorbestemd voor een kerkelijke carrière en werd al vroeg benoemd tot abt in commendam van de abdijen van Saint-Wandrille, Ainay en Île-Barbe bij Lyon. In 1642 volgde zijn oudste broer Nicolas de Neufville de Villeroy hun vader op als gouverneur en Camille stond hem bij als luitenant-generaal. Camille de Neufville de Villeroy en zijn familie steunden de jonge koning Lodewijk XIV tijdens de opstanden van de Fronde en misschien daarom werd hij beloond met de bisschopstroon van Lyon. Hij werd tot bisschop gewijd op 26 juni 1654. Daarnaast trad hij vaak de facto op als gouverneur van Lyonnais en hierdoor was hij gedurende bijna veertig jaar de machtigste man van Lyon en omstreken.
Als eerste taak begon hij aan bezoeken aan alle hoeken van het aartsbisdom, die zes jaar in beslag namen. Als aartsbisschop deed hij beroep op enkele vertrouwelingen: zijn halfbroer Antoine de Neuville, die vicaris-generaal was, de jezuïet François d'Aix de La Chaise en Charles Démia. Die laatste zette zich vooral in voor de organisatie van christelijk onderwijs in het aartsbisdom. In het aartsbisdom kwamen vijf seminaries waar nieuwe priesters werden gevormd. Na de intrekking van het Edict van Nantes werd er ook gepoogd de protestanten terug binnen de Katholieke Kerk te brengen. Als aartsbisschop steunde Camille de Neufville de Villeroy sterk op enkele religieuze congregaties, de jezuïeten, de kapucijnen, de lazaristen en de jozefisten, en op het lekengenootschap Compagnie du Saint-Sacrement. Speerpunten van zijn beleid waren evangelisatie, onderwijs, christelijke moraal en opzetten van basisstructuren in het bisdom.
Camille de Neufville de Villeroy leidde geen sober leven. Als abt van Île-Barbe was hij heer van Vimy. In 1630 kocht hij daar het kasteel van Ombreval. Hij liet het verbouwen tot een weelderig paleis met een kapel, een tuin met verschillende folly's en een jachtpark. In 1659 ontving hij daar koning Lodewijk XIV.
Hij overleed in 1693 op een moment dat er in Lyon rellen waren tegen de hoge voedselprijzen. Hij werd begraven in de kerk Saint-Bruno des Chartreux in Lyon.

## Afbeeldingen

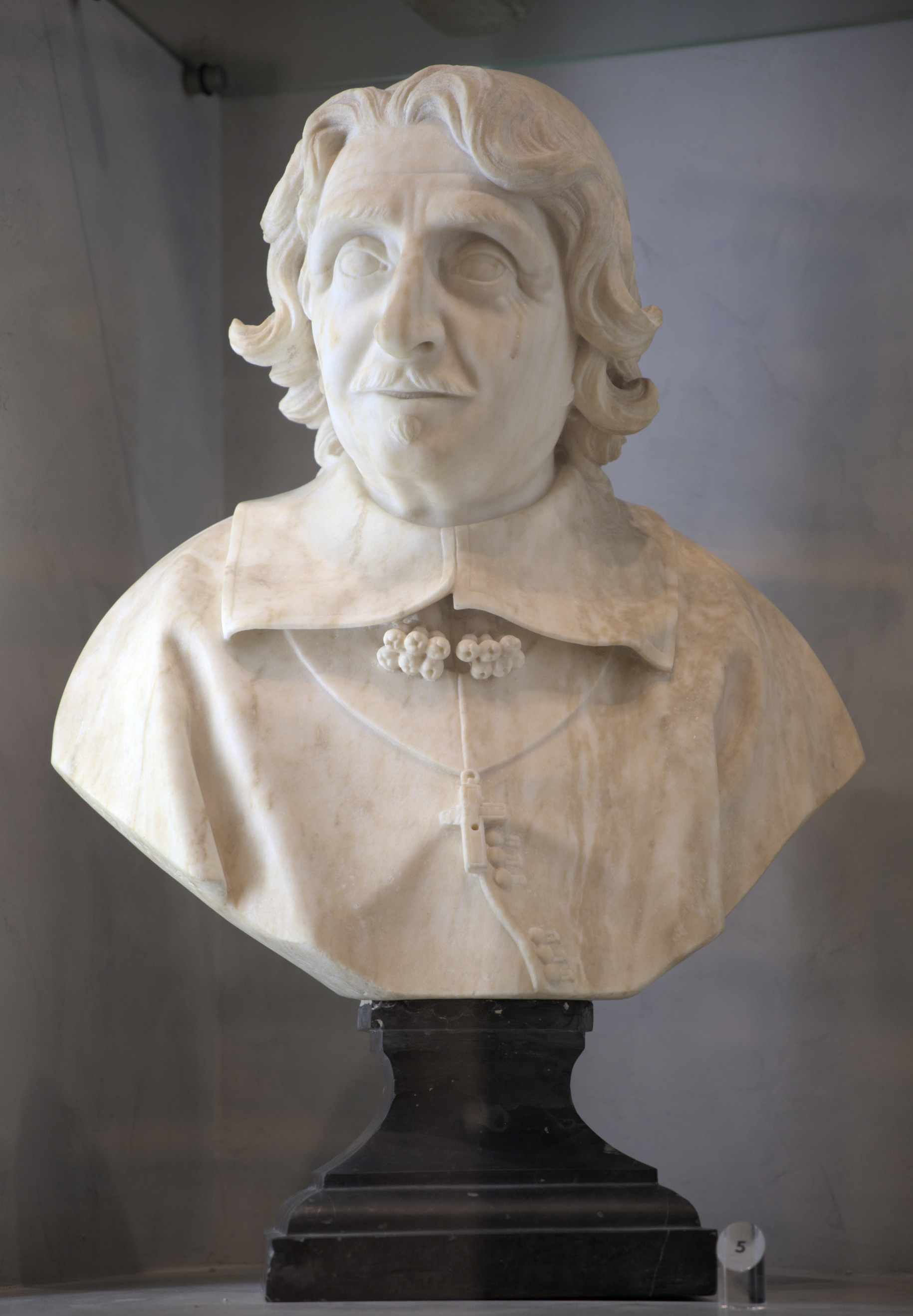
Buste van de aartsbisschop (Jacques Mimerel)
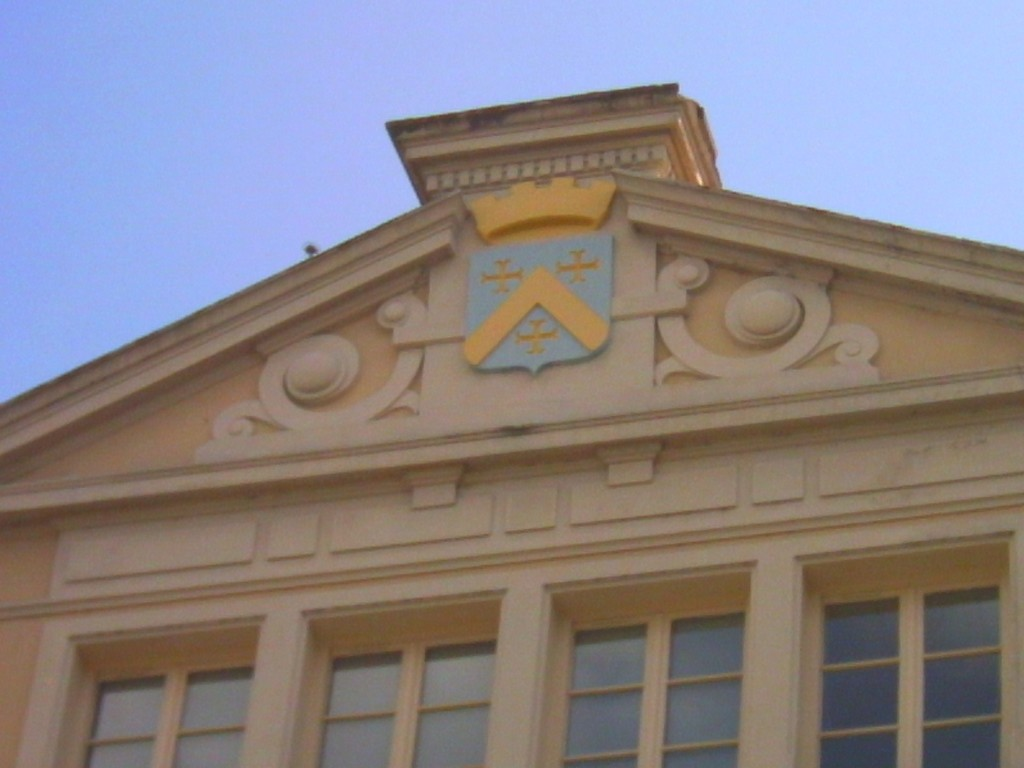
Wapenschild van Camille de Neufville de Villeroy op het kasteel van Ombreval